# Kristián Suda
Kristián Suda (* 23. října 1946 Praha) je český dramaturg, redaktor, autor veršů pro děti, prozaik, pořadatel výboru z českého strukturalismu, překladatel ze slovenštiny.

## Život
Absolvoval Filosofickou fakultu Univerzity Karlovy. V roce 1969 pracoval jako literární redaktor Studentských listů a současně byl na stáži v Ústavu pro Českou literaturu ČSAV. V letech 1970 - 1971 působil v Helsinkách, kde vyučoval na Filmové škole a na katedře slovanských jazyků Helsinské univerzity. V roce 1972 pracoval jako dramaturg Československého rozhlasu. V letech 1973 - 1978 pracoval jako redaktor v nakladatelství Albatros. V letech 1978 - 1990 byl dramaturgem Filmového studia Barrandov, kde se věnoval hraným filmům pro děti a mládež ve skupině Oty Hofmana a filmům Studia '89 Jiřího Menzela.
V letech 1990–1992 byl redaktorem týdeníku Přítomnost. V letech 1991 - 1997 byl šéfredaktorem nakladatelství Prostor a současně vyučoval na katedře scenáristiky a dramaturgie FAMU Byl rovněž členem nadace Václava Havla pro podporu scenáristické tvorby. Od roku 1997 je dramaturgem České televize ve skupině Jana Šterna, později ve skupině Heleny Slavíkové a Alice Nemanské, působí rovněž v radě Státního fondu pro podporu a rozvoj české kinematografie. Od roku 2002 je dramaturgem filmových projektů Centra dramatické tvorby České televize.

## Dílo

### Filmový dramaturg
- 2001 Divoké včely
- 2003 Želary
- 2003 Pupendo
- 2004 Horem pádem
- 2005 Štěstí
- 2006 Kráska v nesnázích
- 2008 Děti noci
- 2008 Venkovský učitel
- 2009 3 sezóny v pekle
- 2010 Občanský průkaz

### Práce pro rozhlas
- 1972 Nikolaj Vasiljevič Gogol: Revizor. Překlad: Bohumil Mathesius, rozhlasová úprava: Kristián Suda, dramaturgie: Jaroslava Strejčková, hudba Josef Pech, režie Jiří Horčička. Osoby a obsazení: Chlestakov (Václav Postránecký), policejní direktor (Martin Růžek), jeho žena (Jarmila Krulišová), jeho dcera (Růžena Merunková), školní inspektor (Václav Vydra), Zemljanika (Čestmír Řanda), sudí (Eduard Dubský), poštmistr (Oldřich Musil), Dobčinský (Zdeněk Dítě), Bobčinský (Vladimír Hlavatý), inspektor (Josef Patočka), strážník Děržimorda (Svatopluk Skládal), sluha Osip (Bohumil Bezouška), Miška (Ladislav Kazda) a další.